# Gustave Le Bon

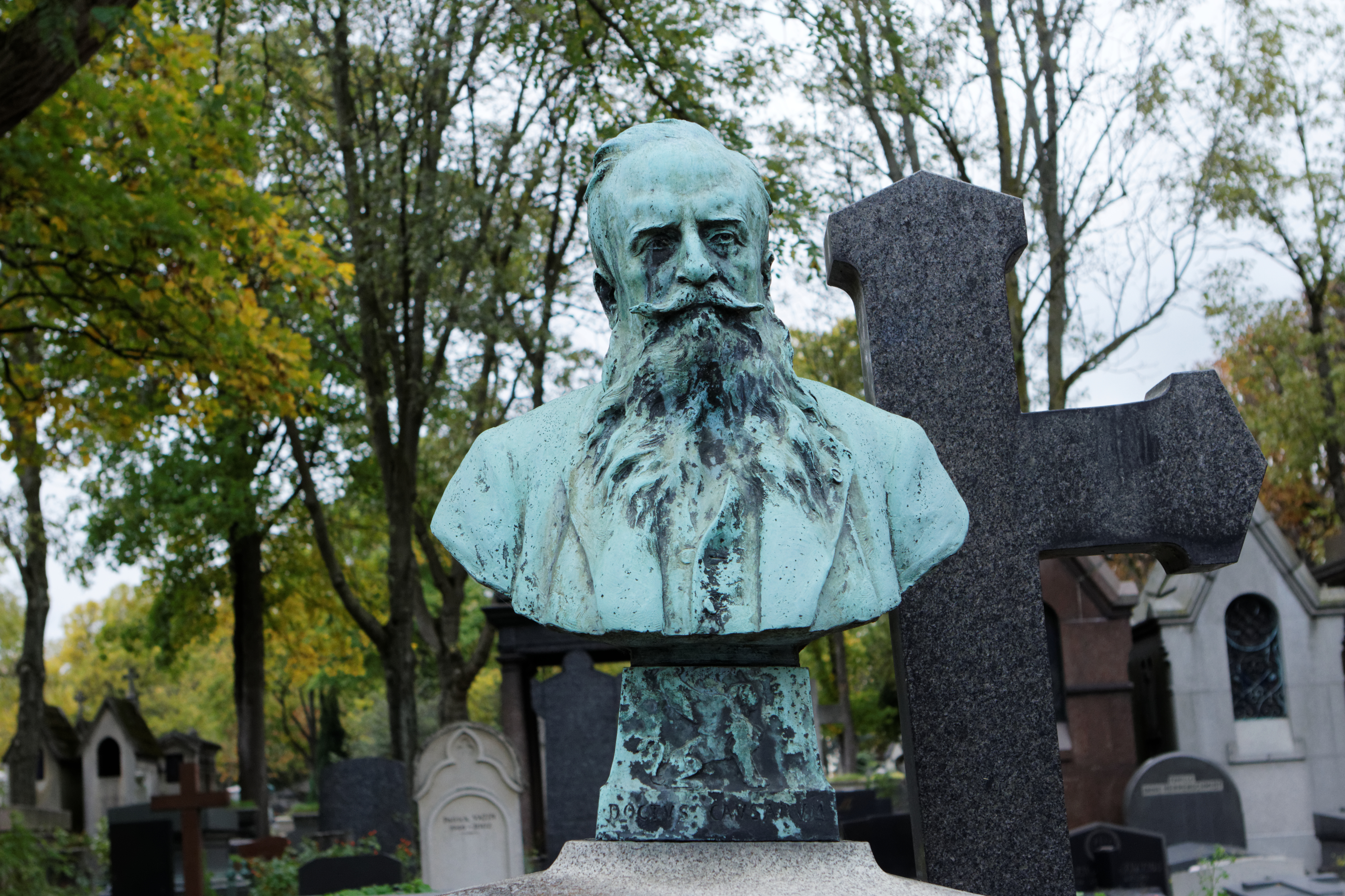
Grób na cmentarzu Père-Lachaise.

Gustave Le Bon (urodził się 7 maja 1841 w Nogent-le-Rotrou; zmarł 13 grudnia 1931 w Paryżu) – francuski socjolog i psycholog. Le Bon i Gabriel Tarde uznawani są za inicjatorów psychologii społecznej i głównych przedstawicieli psychologizmu w socjologii. Le Bon po ukończeniu studiów lekarskich i uzyskaniu stopnia doktora medycyny został wysłany przez rząd francuski do Indii (1884) w celu zbadania zabytków archeologicznych, następnie podróżował po Europie, Afryce Północnej i Azji; był inicjatorem i wydawcą serii „Bibliothèque de philosophie scientifique".
Główną dziedziną zainteresowań Le Bona była psychologia społeczna, a zwłaszcza psychologia tłumu i zbiorowości, ale interesował się także anatomią, fizjologią, antropologią, fizyką, chemią, etnopsychologią i historią cywilizacji, etnografią, archeologią i paleografią oraz teorią wychowania i psychologią wychowawczą.
Jako pierwszy Le Bon dokonał psychologicznej analizy zachowania tłumu ludzkiego, którą ujął w słynnej książce Psychologie des foules (Psychologia tłumu) wydanej w 1895. Jego zdaniem w wyniku następstw rewolucji przemysłowej życie polityczne zaczynają opanowywać tłumy, które pod względem psychologicznym są tworem anormalnym, ponieważ rządzą nimi popędy i cechują je zachowania irracjonalne, ze skłonnością do ulegania sugestii; wychodząc z tych przesłanek, Le Bon krytykował socjalizm (Psychologia socjalizmu) i syndykalizm oraz wszelkie tendencje egalitarne. Był również autorem koncepcji, według której ustroje społeczne wywodzą się z instynktów ludzkich.

## Wybrane dzieła
- 1884 Cywilizacja arabska
- 1894 Psychologia człowieka (Les Lois psychologiques de l'évolution des peuples),
- 1895 Psychologia tłumu (La psychologie des foules), Wersja cyfrowa
- 1881 Człowiek i Społeczność (L'homme et les sociétés),
- 1896 Psychologia socjalizmu (Psychologie du socialisme)
- 1902 Psychologia rozwoju narodów (Lois psychologiques de l’évolution des peuples) Wersja cyfrowa
- 1902 Psychologia wychowania